# Melanoplus pachycercus
Melanoplus pachycercus är en insektsart som beskrevs av Morgan Hebard 1935. Melanoplus pachycercus ingår i släktet Melanoplus och familjen gräshoppor. Inga underarter finns listade i Catalogue of Life.